# Alonso de Fonseca y Ulloa

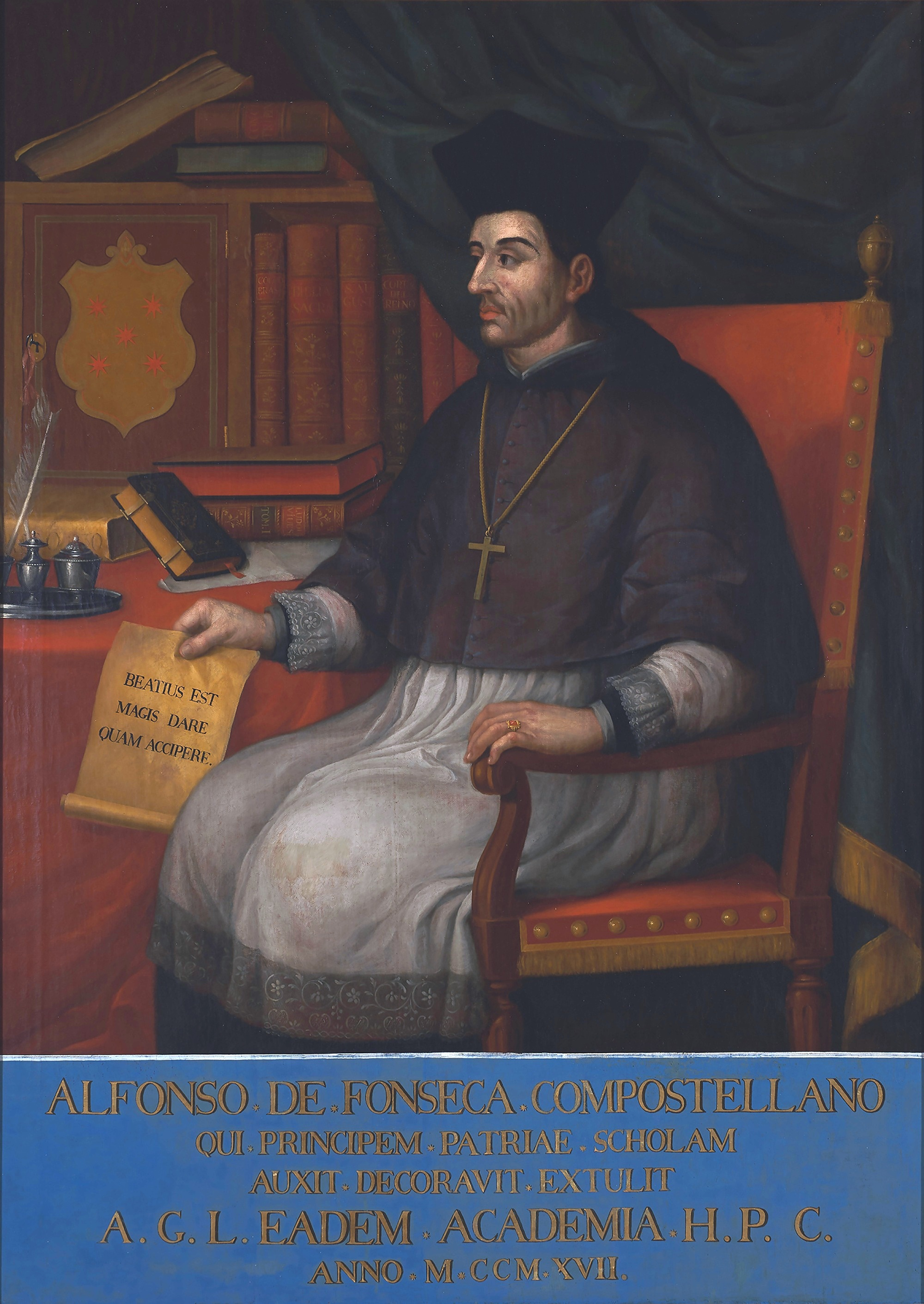
Alonso III de Fonseca

Alonso de Fonseca y Ulloa (Santiago de Compostella, 1476 - Alcalá de Henares, 1534) was aartsbisschop van Santiago de Compostella van 1507 tot 1523 en aartsbisschop van Toledo van 1523 tot aan zijn dood.
Alonso (of ook Alfonso) de Fonseca y Ulloa, ook wel bekend als Alonso III de Fonseca was de zoon van Alonso de Fonseca y Acevedo, en María de Ulloa (een zuster van de graaf van Monterrey), en de achterneef van Alonso I de Fonseca. Zowel deze oom als zijn vader waren bisschoppen.

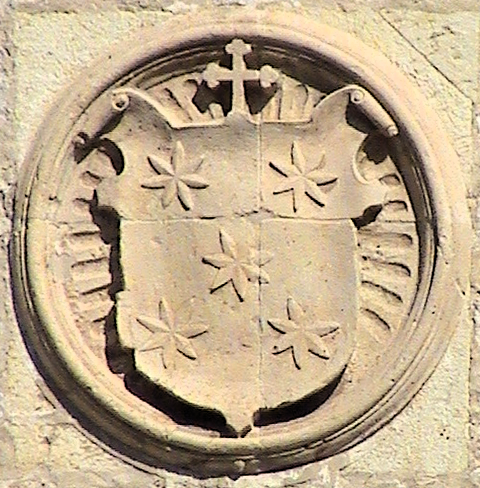
Wapen van aartsbisschop, in Alcalá de Henares

Alonso III de Fonseca studeerde rechten en theologie in Salamanca. Hij werd in 1493 aartsdeken van Salnés, in 1496 van Cornado en in 1512 werd hij abt van het klooster van Santa María do Campo in La Coruña. In 1507 wilde zijn vader het bisschopsambt aan hem overdragen, maar volgens het kerkelijk recht was dit verboden. De opvolging werd opgelost door voor enkele maanden een andere opvolger, namelijk Pedro Luis de Borja, aan te stellen.
Alonso III de Fonseca werd hetzelfde jaar nog aartsbisschop van Santiago de Compostella tot aan 1523. Na de dood van kardinaal Cisneros in 1517 werd hij voorgedragen als aartsbisschop van Toledo, en kerkelijke primaat van Spanje, maar koning Karel I, de latere keizer Karel V, droeg een andere kandidaat voor. Uiteindelijk werd Alonso III de Fonseca in 1523 toch bisschop van Toledo.
Alonso de Fonseca y Ulloa was een rijk man, mede door de erfenis van zijn ouders die 10.891.000 maravedí bedroeg.
In 1519 richtte hij in Salamanca een school op, het Colegio Mayor de Santiago, el Zebedeo, beter bekend als Colegio Mayor Arzobispo Fonseca. Hij was een vriend en mecenas van Erasmus, die hij bovendien steunde in zijn denkbeelden. Alonso II verdedigde Erasmus tegen zijn vijanden, die hem ervan beschuldigden een Lutheraan en een afvallige te zijn.
In Galicië kwam Alonso regelmatig in aanvaring met de feodale adel. De kerk en deze adel voerden destijds een harde strijd om grond en kastelen. Zo moest hij onder andere strijd leveren met de graaf van Altamira, Rodrigo Osorio de Moscoso, Pedro Bermúdez de Castro, en Alonso de Lemos.
Alonso werd raadgever van Karel V, en onderhandelde bij de opstand van de broederschappen in Valencia, de Germanias, in 1521. Hij mocht ook Karels zoon Filips II dopen.
Hij onderhield een relatie met een adellijke dame, Juana Pimentel, waaruit één zoon werd geboren: Don Diego de Acevedo.
- Biblioteca Nacional de España: XX1788772
- Digitale Bibliotheek voor de Nederlandse Letteren: fons011
- Gemeinsame Normdatei: 136157580
- International Standard Name Identifier: 0000 0000 5951 7646
- Library of Congress Control Number: n85101865
- Nationale Bibliotheek van Tsjechië: ola2014829238
- Virtual International Authority File: 3902488
- WorldCat: E39PBJdcC9HBkjfpQcVPj4XyBP